# Nanobagrus
Nanobagrus es un género de peces actinopeterigios de agua dulce, distribuidos por ríos y lagos de Asia.

## Especies
Existen siete especies reconocidas en este género:
- Nanobagrus armatus (Vaillant, 1902)
- Nanobagrus fuscus (Popta, 1904)
- Nanobagrus immaculatus Ng, 2008
- Nanobagrus lemniscatus Ng, 2010
- Nanobagrus nebulosus Ng y Tan, 1999
- Nanobagrus stellatus Tan y Ng, 2000
- Nanobagrus torquatus Thomson, López, Hadiaty y Page, 2008